# Jack Mattsson

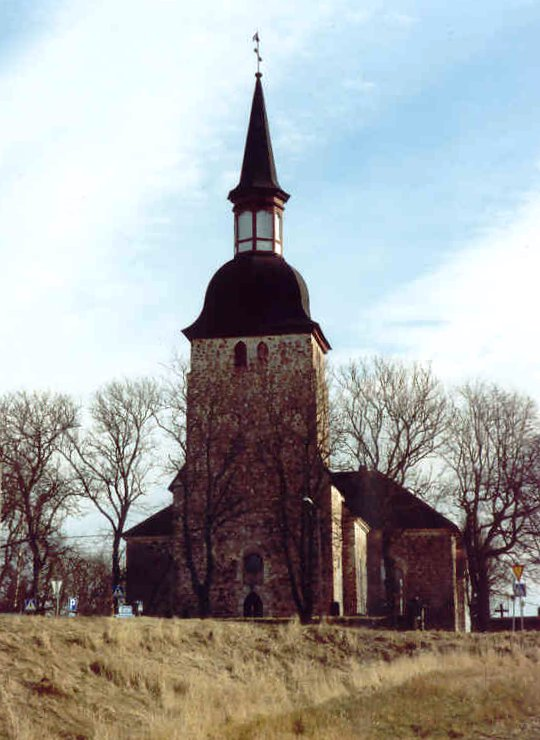
Jack Mattsson är begravd invid S:t Olofs kyrka i Jomala på Åland. I kyrkan uppfördes Mattsons körverk Åländskt Requiem 1992 och verket spelades också in här.

Jack Christer Randolph Mattsson, född 12 december 1954 i Jomala på Åland, död  11 november 2007 i Helsingfors, var en åländsk och finlandssvensk kompositör och musiker, känd för sitt körverk Åländskt Requiem (1991) och för musikteatern Katrina.

## Biografi
Jack Mattsson växte upp på Åland och studerade sedan vid Sibeliusakademin i Helsingfors 1973–1984, först kyrkomusik, senare på solistprogrammet och till slut flöjtspel. Han arbetade periodvis som kantor efter studietiden men hans längsta anställning var som kapellmästare vid Svenska Teatern i Helsingfors där han var verksam i över 20 år. Vid sidan om sitt arbete som kapellmästare arbetade Matsson som musiker, i huvudsak flöjtist, bland annat vid flera skivinpelningar, och som arrangör.
Mattsson komponerade flera verk för kör och en mängd instrumentalmusik och skrev musiken till två musikdramatiska verk, Katrina (1997) efter en roman av den åländska författarinnan Sally Salminen och Topelius (1998) om den finlandssvenske författaren Zacharias Topelius, båda med text av den finlandssvenske poeten Lars Huldén. Katrina och körverket Åländskt requiem efter en dikt av den åländske prästen och författare Valdemar Nyman torde vara de två verk av Mattsson som nått störst publik och båda har spelats in på skiva. 2007 hade Mattsson just tillsammans med Huldén påbörjat arbetet med Joel, en opera om den åländske konstnären och författaren Joel Petterssons liv, när Mattsson avled på Meilans sjukhus i Helsingfors. En sång som Jack Mattsson hann avsluta inkluderades i den färdiga operan som kom att slutföras av Nikolo Kotzev efter Huldéns libretto.

## Verk
- 1991 - Åländskt Requiem, körverk
- 1996 - En hög visa på havsstranden, körverk
- 1997 - Katrina, musikteater
- 1998 - Topelius, musikteater
- 1999 - Serenad för tenor och stråkkvartett